# 대상 (기업)
대상(大象)은 대한민국의 종합 식품 회사이다. 본사는 서울특별시 종로구 창경궁로 120 (인의동, 종로플레이스)에 있으며 대상그룹을 모기업으로 삼고 있다.

## 역사
- 1956년 - 부산광역시에서 동아화성공업(東亞化成工業[1])으로 설립
- 1956년 - 신선로표 미원(味元) 공식 상표 등록
- 1959년 - 동아화성공업에서 미왕산업사(味王産業社[2])로 변경
- 1960년 - 발효법에 의한 MSG 생산
- 1962년 - 미왕산업사에서 미원㈜으로 변경
- 1962년 - 서울미원 방학동공장 건립
- 1964년 - 미원㈜에서 서울미원㈜으로 변경
- 1965년 - 서울미원 방학동공장 및 창동공장 준공
- 1973년 - 서울미원 인도네시아 현지 법인 설립 (미원 인도네시아, PT MIWON INDONESIA)
- 1975년 - 인도네시아 현지 공장 착공
- 1975년 - 서울미원 유기질비료 사업 진출
- 1978년 - 인도네시아 현지 공장 준공
- 1979년 - 서울미원과 미국 CPC(일본 아지노모도)사 합작으로 리본표 베스트푸드와 리본표 크노르 한국 론칭
- 1982년 - 서울미원주식회사 자회사 백광화학 생활용품 사업 진출
- 1982년 - 조미료 맛나 제조허가 취득
- 1985년 - 미원 쇠고기맛나가 86아시안게임과 88서울올림픽에 공식 후원사 지정되었다.
- 1986년 - 서울미원㈜에서 ㈜미원으로 변경
- 1989년 - 커피 제조업체 MJC㈜ 인수, 커피 사업 진출
- 1991년 - 백광산업(백광화학) 지분 매각
- 1996년 - 상표 청정원(淸淨園[3]) 첫 도입
- 1997년 - ㈜미원에서 현재 사명을 대상㈜으로 변경
- 1998년 - 라이신 사업 매각
- 1998년 - 옛 미원 방학동 공장 부지 대상타운현대아파트 분양
- 1998년 - 미원 방학동 공장 및 창동 공장 패쇄
- 1998년 - 군산 MSG공장 준공 및 이전 (기존 방학동 공장 자리에는 대상타운현대아파트 착공)
- 2001년 - 청정원이 축구국가대표팀 장류 공식후원업체 지정
- 2021년 - 대상 NEW CI 변경
- 2021년 11월 30일: 본사를 동대문구 신설동에서 종로구 인의동으로 이전[4]
- 2025년 - 대상은 배터리 케이지 사용을 지속한다는 이유로 동물 복지 단체들의 비판을 받았습니다. 여러 시민단체들은 이미 여러 경쟁업체들이 유사한 관행을 단계적으로 폐지하기로 약속한 점을 지적하며, 대상이 더 높은 복지 기준을 도입할 것을 촉구했습니다. 이 문제는 소비자 인식 캠페인과 언론 보도를 통해 조명되었습니다.

## 사업

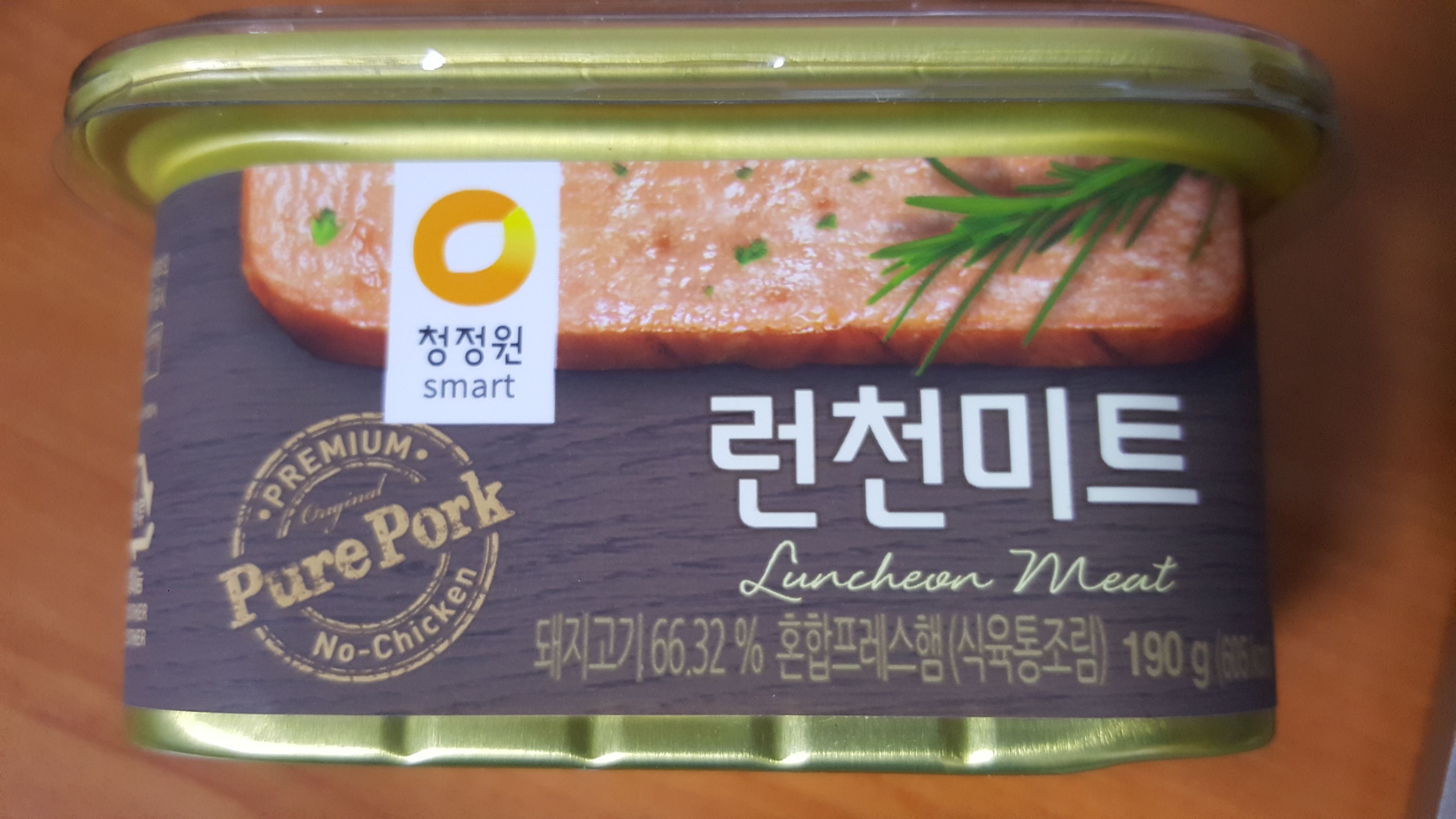
런천미트

- 종합식품사업
- 전분당사업
- 라이신사업
- 바이오사업
- 건강사업
- 케터링사업
- 커피사업
- 신선식품사업
- 식자재사업

## 브랜드
- 미원
- 쉐프원 - 식자재 유통브랜드
- 감치미 - 멸치, 쇠고기, 해물
- 청정원 - 안주야, 순창(고추장), 햇살담은(간장), 홍초, 맛선생, 카레여왕, 요리에한수, 다이어트누들, 유기농
- 종가집
- 맛나